# Noriko Senge
La princesse impériale Noriko de Takamado (典子女王, Noriko-joō), née le 22 juillet 1988 à Tokyo, est un ancien membre de la famille impériale du Japon, seconde fille du défunt prince Norihito de Takamado et de la princesse Hisako Norihito de Takamado. Elle a épousé Kunimaro Senge en 2014.

## Biographie
Après sa naissance, son père, le prince Takamado, choisit son nom. Elle est éduquée à la maternelle Gakushūin puis à l'école primaire Gakushūin et enfin au lycée pour filles Gakushūin.
En avril 2007, la princesse Noriko commence des études de lettres et de psychologie à l'université Gakushūin et exprime son intention d'étudier la psychologie clinique.
En juillet 2008, elle devient un membre adulte de la famille impériale et peut assister aux cérémonies officielles. En juillet 2011, elle obtient son diplôme de l'université Gakushūin.
Le 27 mai 2014, elle annonce ses fiançailles avec Kunimaro Senge, un kannushi du Izumo-taisha. Le mariage se déroule le 5 octobre de la même année. En accord avec la loi de la Maison impériale de 1947, la princesse doit renoncer à son statut de membre de la famille impériale et adopte le nom de son mari. Le conseil économique de la Maison impériale, présidé par le Premier ministre, lui a octroyé 107 millions de yens (environ 900 000 d'euros) en dot.

## Titre
- 22 juillet 1988 – 5 octobre 2014 : Son Altesse impériale la princesse Noriko de Takamado
- 5 octobre 2014 - aujourd'hui : Madame Noriko Senge (mariage)

### Honneurs nationaux
- Deuxième classe de l'ordre de la Couronne précieuse